# Heiliggraber

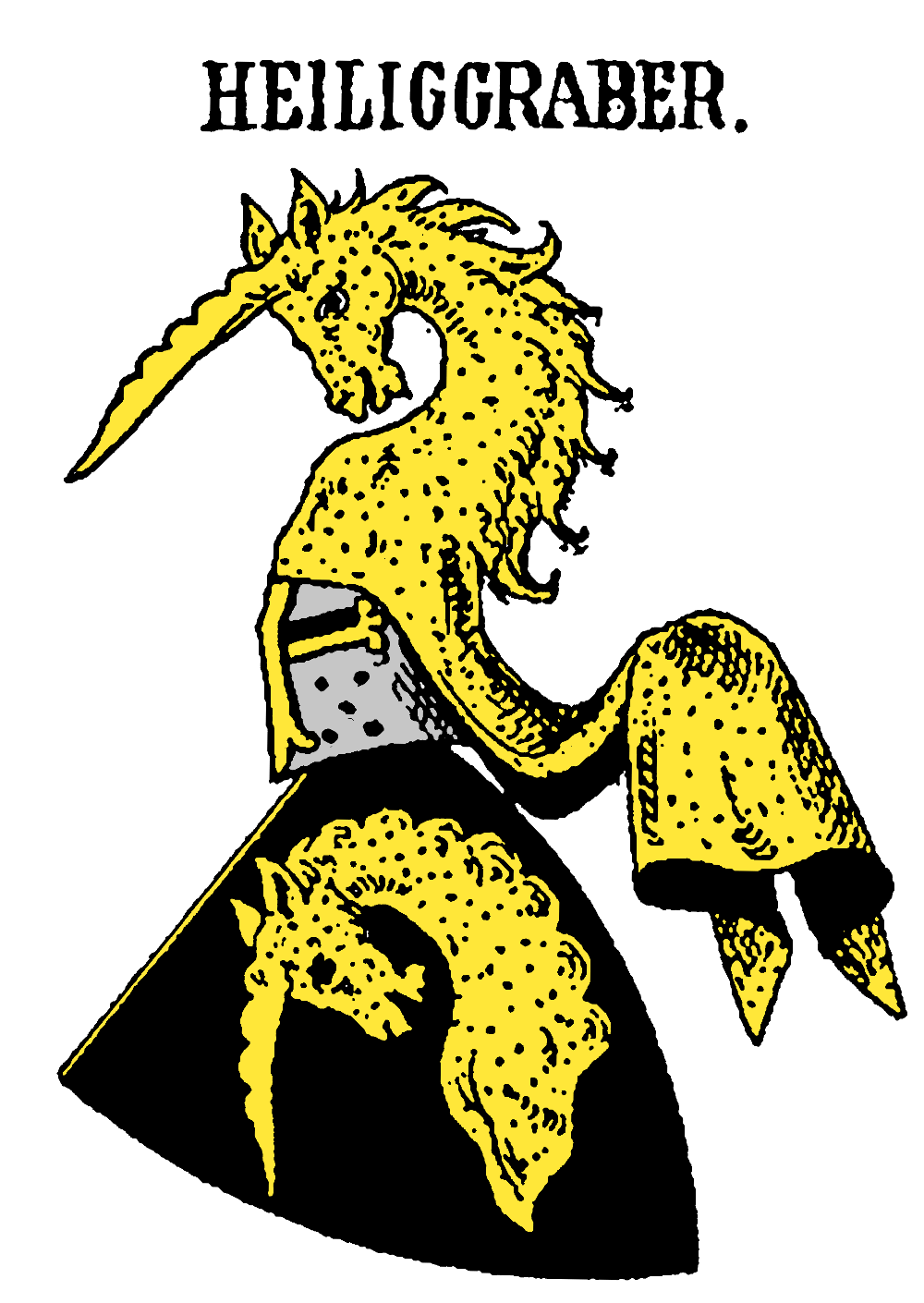
Wappen der Heiliggraber in Siebmachers Wappenbuch

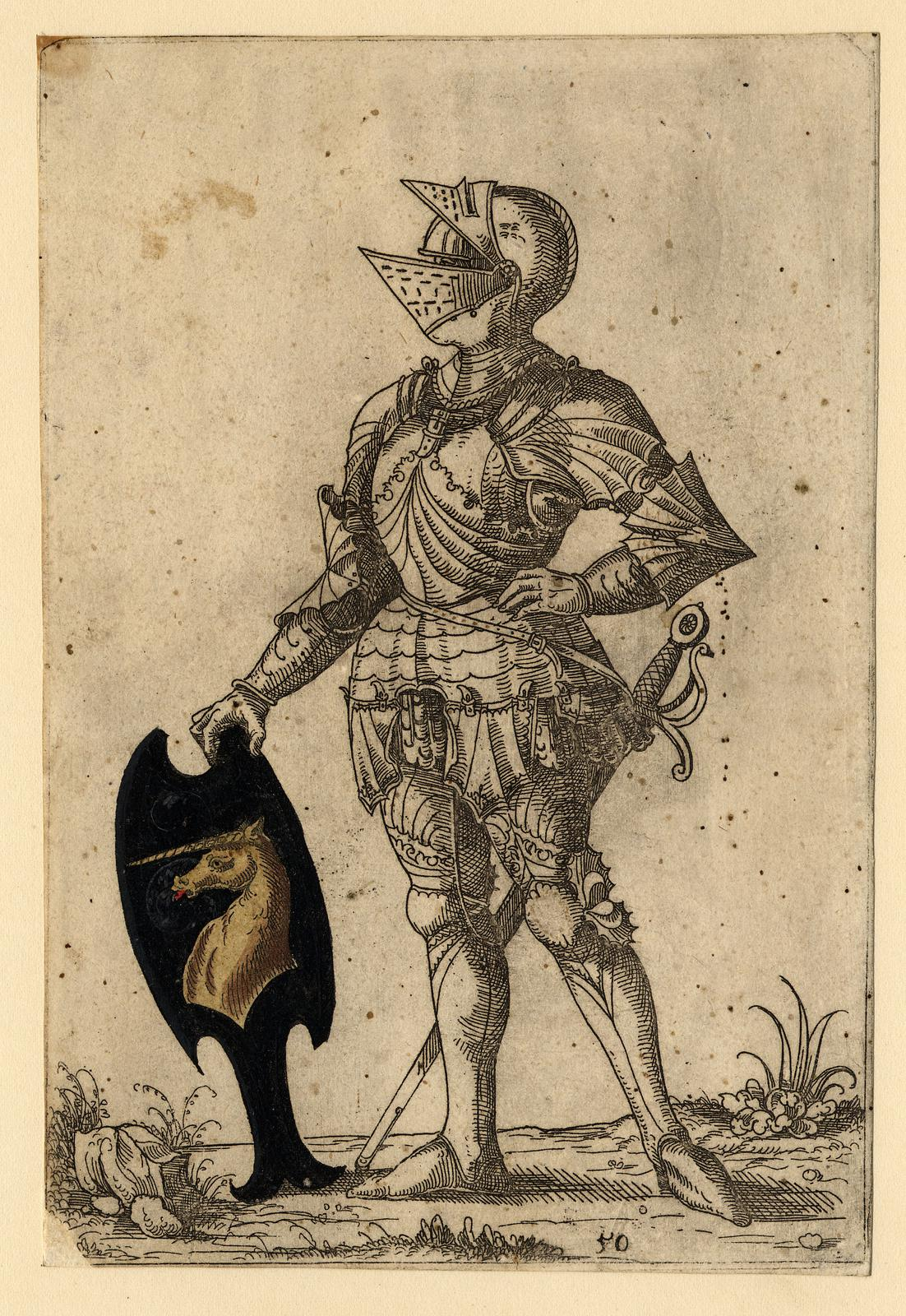
Wappen der Heiliggraber im Augsburger Geschlechterbuch

Heiliggraber war der Name eines alten Augsburger Patriziergeschlechts.

## Geschichte
Dem Stadtpfleger Paul von Stetten zufolge soll der Name auf die Teilnahme der Familie bei den Kreuzzügen zurückgehen, möglicherweise auch auf den Ritterorden vom Heiligen Grab. Weiter gibt von Stetten an, dass die Heiliggraber 1236 die Heilig-Grab-Kapelle in Augsburg stifteten, wobei andere die Stiftung dem Augsburger Patriziergeschlecht Argon, auch Egen, zurechnen. Ob die Heiliggraber tatsächlich in einer Verbindung zur Heilig-Grab-Kapelle in Augsburg standen, ist nicht bekannt. Aus einer älteren Urkunde von 1129 geht hervor, dass ein gewisser Martinus neben anderen Personen die Kapelle errichtete. Der Sakralbau stand an der Mündung von der Heilig-Grab-Gasse auf den ehemaligen Weinmarkt. Auf dem Grundstück erbaute 1611 der Baumeister Elias Holl das Reichsstädtische Kaufhaus. 
1330 erscheint in Augsburg Heinrich Heiliggraber. Er war möglicherweise identisch mit dem strenuus miles Heinricus dictus zum heil. Grabe, welcher 1346 das Augsburger Bürgerrecht erhielt. Die Heiliggraber, die zu den Augsburger Geschlechtern gezählt wurden, traten später dort nicht mehr in Erscheinung. Vermutlich handelte es sich bei Heinrich Heiliggraber auch um den einzigen Namensträger.

## Wappen
„Auf schwarzem Schild Kopf und Hals eines goldenen Einhorns. Dasselbe auf dem Helm. Helmdecken: schwarz-golden.“ Eine Radierung des Wappens der Heilliggraber steht im Augsburger Geschlechterbuch von Hans Burgkmair dem Jüngeren (1500–1562).